# Månsåsen
Månsåsen is een plaats in de gemeente Åre in het landschap Jämtland en de provincie Jämtlands län in Zweden. De plaats heeft 58 inwoners (2005) en een oppervlakte van 21 hectare. Het meer Storsjön ligt ongeveer 3,5 kilometer van de plaats vandaan.

## Verkeer en vervoer
Bij de plaats loopt de Länsväg 321.